# 264 هـ
264 هـ هي سنة في التقويم الهجري امتدت مقابلةً في التقويم الميلادي بين سنتي 877 و878.

## أحداث
- 14 رمضان: معركة فتح سرقوسة بين الدولة الأغلبية والإمبراطورية البيزنطية.

## مواليد
- أبو السائب الهمذاني
- ابن الحداد
- الآجري
- المكتفي بالله

## وفيات
- جعفر بن محمد التميمي أمير صقلية.
- أبو حفص النيسابوري
- أبو زرعة الرازي
- بحشل
- عمرو بن سلمة
- يونس بن عبد الأعلى
- المزني